# شولهم
شولهم (به انگلیسی: Shouldham) یک روستا و محله مدنی در بریتانیا است که در King's Lynn and West Norfolk واقع شده‌است. شولهم ۱۶٫۰۴ کیلومتر مربع مساحت و ۶۰۵ نفر جمعیت دارد.